# Animação
 (août 2022).
 (août 2022).
Animação est une association créée en 1994 à Toulouse et ayant pour but de promouvoir l'art de la marionnette sous toutes ses formes.

## Historique
Création d'un premier spectacle mettant en scène des fruits et légumes sur un étal de marché : Le Flying Cageot.
À la suite d'un stage à l'Institut de la marionnette de Charleville Mézières autour des nouvelles technologies de deux de ses membres en 1994, l'association prend un virage technologique. Elle contacte des ingénieurs en informatique et commence en 1998 une collaboration avec l'équipe synthèse d'images de l'IRIT (Institut de recherche en informatique de Toulouse),.

## Tournant technologique
Ils développent ensemble une nouvelle forme de marionnette, la « mario.net » ou « marionnette virtuelle ». technique de manipulation d'images de synthèse grâce à des systèmes magnétiques de capteurs de mouvements. Cette technique permettra la création de nombreux spectacles et performances (Ailleurs, Le Numeric Circus, Aqua tu penses?, Con Muchos Besos, Sonatines, Mister Mc Kay, Le petit monde) qui mêleront marionnettes virtuelles et spectacles vivant (danse, musique, marionnettes d'ombre, marionnettes à fils...).Parallèlement l'association développe une activité d'ateliers pédagogique et crée un logiciel de modélisation, Gepetto. L'association anime ainsi de nombreux ateliers artistiques en médiathèques, écoles, centres d'art.
En 2010, des membres de l'association rencontrent la chercheuse Chantal Zaouche Gaudron avec laquelle ils travailleront sur le thème des enfants victimes de violences conjugales et pour lesquels ils développeront le logiciel "Sémaphore" avec le soutien de la Préfecture de Haute Garonne. Depuis l'association s'investit dans cette cause. Animação a également réalisé de nombreux courts-métrages et clips vidéos dont un pour l'artiste français Toma, un pour le groupe Toulouse Wild Women and the Savages.